# Kim Čong-mu
Kim Čong-mu (anglickým přepisem: Kim Jung-moo; * 3. června 1986 Soul) je korejský hokejový brankář. Odehrál jednu sezónu za Anyang Halla.